# Władcy Aloru

## Władcy Pureman-Kolana
Władcy Puremanu
- Sini Mau I Laka (władca Puremanu na wyspie Alor ok. 1480–1500)
- Tubul Sini Mau (ok. 1500–1530) [syn]
- Protektorat portugalski 15??–1851
- Sini Mau II (ok. 1530–1550) [syn]
- Tubulau I (ok. 1550–1580) [syn]
- Sini Mau III (ok. 1580–1600) [syn]
- Tubulau II (ok. 1600–1620) [syn]
- Sini Mau IV (ok. 1620–1640) [syn]
- Tubulau III (ok. 1640–1660) [syn]
- Lapuimakuni (ok. 1660–1680) [syn]
- Tubulau IV (ok. 1680–1710) [syn]
- Painteri I (ok. 1710–1730) [syn]
- Resibera (ok. 1730–1750) [syn]
- Tubulau V (ok. 1750–1770) [syn]
- Painteri II (ok. 1770–1800) [syn]
- Malaikari I (ok. 1800–1820) [syn]
- Tubulau VI (ok. 1820–1850) [syn]
- Molana (ok. 1850–1870) [syn]
- Protektorat holenderski 1851–1949
- Tubulau VII (ok. 1870–1880) [syn]
- Alobana (ok. 1880–1890) [brat]
- Malaikari II (ok. 1890–1918) [syn]
- Besi Laku (1918–1927)

Władcy Kolany
- Alexander Makunimau (1927–1933; władca Kolany od 1914)
- Christoffel Makunimau (1933–1944) [brat]
- Markus Makunimau (1944–1962; usunięty, zmarł 1996) [syn Alexandra]

## Władcy Batulolongu
- Karlau Kep (władca Batulolongu na wyspie Alor ok. 1500–1520)
- Protektorat portugalski 15??–1851
- Maleikari I (ok. 1520–1550)
- Awenlo (ok. 1550–1570)
- Awengkari (ok. 1570–1600)
- Losa (ok. 1600–1610)
- Asakamen (ok. 1610–1640)
- Laubana (ok. 1640–1650)
- Maleikari II (ok. 1650–1670)
- Lauika (ok. 1670–1700)
- Karlau (ok. 1700–1720)
- Laubaki (ok. 1720–1750)
- Kamusawen (ok. 1750–1770)
- Karimaleg (ok. 1770–1800)
- Sareta (ok. 1800–1810)
- Makunimau (ok. 1810–1830)
- Laukosi (ok. 1830–1850)
- Karimalej Gapada (ok. 1850–1897)
- Protektorat holenderski 1851–1949
- Chasper (1897–1914; abdykował) [syn]
- Alfonsus Fredrik Karimaleg (1914–1937; abdykował, zmarł 1940/2) [bratanek]
- Wilhelmus Awengkari (1937–1941; abdykował, zmarł 1943) [syn]
- Christoffel Laubela (regent 1941–1947) [brat Alfonsusa]
- Lourens Karimalei (1947–1962; usunięty, zmarł 1996) [wnuk Karimaleja Gapady]

## Władcy Aloru
- Lau (radża Aloru pod protektoratem portugalskim ok. 1832-?)
- Tulimau I (?–1844) [syn]
- Baulolong (1844–1876) [stryj]
- Protektorat holenderski 1851–1949
- Panggo Aman (1877–1895) [syn]
- Tulimau II (1895–1903) [brat]
- Kawiha Tulimau (1903–1908) [stryj]
- Nampira Bukan (regent 1908–1915)
- Bala Nampira (1915–1918) [syn Kawihy]
- Umar Watang Nampira (regent 1918–1945) [bratanek]
- Ahmad Bala Nampira (1945; usunięty) [syn Bali]
- Umar Watang Nampira (2-gi raz regent 1945–1952)
- Ahmad Bala Nampira (2-gie panowanie 1952–1962; usunięty, zmarł 1998)

## Władcy Baranusy
- Achboi (Aju) Boli (władca Baranusy na wyspie Pantar pod protektoratem portugalskim 1848–1877)
- Protektorat holenderski 1851–1949
- Bati (1878–1895) [syn]
- Koliamang Baso (1896–1926; abdykował, zmarł 1952) [syn]
- Baranusa włączona do Aloru 1927

## Władcy Kui
- Pasoma (radża Kui protektoratem holenderskim 1855–1891)
- Tarusoma I (1891–1897) [wnuk]
- Goamalei (1897–1916) [brat]
- Tarusoma II (1916–1917) [syn Tarusomy I]
- Daeng Soma (1918–1920) [brat]
- Katangkoli (regent 1921–1939; usunięty, zmarł 1942) [stryj]
- Banla Kinanggi (regent 1939–1946; władca niezależny 1946–1959) [syn Tarusomy I]